# Unto the End
Unto the End è un film muto del 1917 diretto da Harrish Ingraham. Prodotto da David Horsley, oltre al nome del protagonista Crane Wilbur, non si ha documentazione certa sugli altri interpreti i cui nomi appaiono solo su un articolo del 13 gennaio 1917 (risalente probabilmente ai tempi della pre-produzione), attori che, in seguito, potrebbero essere stati cambiati in corso di lavorazione.

## Trama
Jim O'Neill è nato un venerdì 13: giovanotto piacevole e di bell'aspetto, è tuttavia un ragazzo sfortunato. Si innamora di una showgirl andando contro le aspettative dei suoi genitori, rigidi e conservatori. La ragazza si ammala di lebbra e Jim decide di seguirla al lebbrosario dove si prende cura di lei.

## Produzione
Il film fu prodotto dalla David Horsley Productions. Inizialmente, il film avrebbe dovuto intitolarsi Unlucky Jim ed era stato concepito per fare parte della serie The Morals of Men (un altro titolo possibile potrebbe essere stato Love Everlasting). Horsley, il produttore, interruppe la serie quando Art Dramas prese il posto della Mutual come distributore.

## Distribuzione
Distribuito dalla Triangle Distributing e dall'Art Dramas il film uscì nelle sale cinematografiche degli Stati Uniti l'8 ottobre 1917. Dopo la chiusura di Art Dramas, la Triangle acquisì il film, distribuendolo nuovamente il 26 gennaio 1919.